# Corstorphine Hill
Corstorphine Hill är en kulle i Storbritannien.   Den ligger i kommunen City of Edinburgh och riksdelen Skottland, i den centrala delen av landet, 500 km norr om huvudstaden London. Toppen på Corstorphine Hill är 167 meter över havet, eller 119 meter över den omgivande terrängen. Bredden vid basen är 5,7 km.
Terrängen runt Corstorphine Hill är huvudsakligen platt, men söderut är den kuperad. Havet är nära Corstorphine Hill norrut.Runt Corstorphine Hill är det mycket tätbefolkat, med 4 842 invånare per kvadratkilometer. Närmaste större samhälle är Edinburgh, 4,8 km öster om Corstorphine Hill. 